# Tadeusz kudłacz
Prof. Tadeusz Kudłacz (1949–2024)
Tadeusz Kudłacz (ur. 12 maja 1949 w Wilkowisku, zm. 7 października 2024 w Krakowie) – polski ekonomista, profesor nauk ekonomicznych, specjalizujący się w polityce rozwoju regionalnego i lokalnego. Był wieloletnim pracownikiem Uniwersytetu Ekonomicznego w Krakowie oraz Akademii Nauk Stosowanych w Nowym Sączu. Uznawany za jednego z największych autorytetów w dziedzinie rozwoju regionalnego i lokalnego w Polscegnn.pl. Pełnił szereg funkcji naukowych i eksperckich, m.in. członka Prezydium Komitetu Przestrzennego Zagospodarowania Kraju PAN oraz przewodniczącego Rady Naukowej Instytutu Rozwoju Miast. Autor ponad 170 publikacji naukowych i wielu ekspertyz dla administracji publicznej wszystkich szczebli samorządu terytorialnego.

## Życiorys
Tadeusz Kudłacz pochodził z Limanowszczyzny – urodził się 12 maja 1949 roku we wsi Wilkowisko (powiat limanowski). Uczęszczał do szkoły średniej w Limanowej, po czym podjął studia wyższe z zakresu ekonomii na Uniwersytecie Ekonomicznym w Krakowie, które ukończył w 1974 roku. Stopień doktora nauk ekonomicznych uzyskał na macierzystej uczelni w 1979 roku, a w 1990 roku – stopień doktora habilitowanego. W 1999 roku otrzymał tytuł profesora nauk ekonomicznych (tzw. profesora belwederskiego).
Z Uniwersytetem Ekonomicznym w Krakowie (dawniej Akademią Ekonomiczną) związał całą swoją karierę naukową. Przez wiele lat kierował tam Katedrą Gospodarki Regionalnejuek.krakow.pl. Był jednym ze współtwórców utworzonego w latach 90. Wydziału Gospodarki i Administracji Publicznej UEK, na którym wprowadzał nowe kierunki kształcenia z zakresu gospodarki przestrzennej. Prowadził zajęcia na studiach dziennych, podyplomowych oraz doktoranckich, obejmujące m.in. planowanie przestrzenne, strategie rozwoju regionalnego, gospodarkę regionalną i lokalną oraz metody analizy regionalnej. Wychował liczne grono ekonomistów – promotorem lub opiekunem naukowym wielu prac dyplomowych i rozpraw doktorskich.
Od 2000 roku związany był również z Państwową Wyższą Szkołą Zawodową w Nowym Sączu (przekształconą później w Akademię Nauk Stosowanych). W latach 2007–2024 pełnił tam funkcje kierownicze: najpierw dyrektora Instytutu Ekonomicznego, a następnie dziekana Wydziału Nauk Ekonomicznych. Przyczynił się do rozwoju tej uczelni – zainicjował powstanie czasopisma naukowego „Studia Ekonomiczne. Gospodarka – Społeczeństwo – Środowisko”, a jego dumą był nowoczesny gmach Wydziału Nauk Ekonomicznych oddany do użytku w 2022 roku. Ceniono go tam jako wymagającego, ale życzliwego dydaktyka i mentora, który zawsze służył radą i pomocą młodszym pracownikom naukowymstarosadeckie.info.
Profesor Kudłacz aktywnie działał w ogólnopolskich gremiach naukowych zajmujących się polityką regionalną i gospodarką przestrzenną. Był współtwórcą i przez wiele lat przewodniczącym Zespołu Zadaniowego ds. kierunku Gospodarka Przestrzenna przy Komitecie Przestrzennego Zagospodarowania Kraju PAN. Zainicjował także powstanie Unii Uczelni na Rzecz Rozwoju Kierunków Studiów w Zakresie Gospodarowania Przestrzenią i przewodniczył jej zespołowi wykonawczemu. Pełnił funkcję przewodniczącego Rady Naukowej Instytutu Rozwoju Miast, będącego państwowym instytutem badawczym w obszarze urbanistyki. Zasiadał ponadto w Prezydium Komitetu Przestrzennego Zagospodarowania Kraju PAN, współpracując przy kształtowaniu strategii polityki przestrzennej państwa. Jego wiedza i doświadczenie wykorzystywane były przy opracowywaniu wielu strategii rozwoju regionalnego oraz programów zagospodarowania przestrzennego na szczeblu lokalnym i regionalnym.
Dorobek naukowy profesora obejmuje ponad 170 prac, w tym monografie, artykuły naukowe i rozdziały w pracach zbiorowychuek.krakow.pl. Wiele z nich poświęconych jest zagadnieniom planowania regionalnego, rozwoju lokalnego, funkcjonowania samorządu terytorialnego oraz metodologii analizy regionalnej. Był również autorem licznych ekspertyz i opracowań przygotowywanych na zlecenie administracji rządowej oraz samorządów wszystkich szczebli, dotyczących m.in. strategii rozwoju społeczno-gospodarczego gmin, powiatów i województw. Jego prace miały istotny wpływ na praktykę kształtowania polityki regionalnej w Polsce – zaliczano go do grona ekspertów wyznaczających standardy tej dziedziny.

## Życie prywatne
Od 1973 roku Tadeusz Kudłacz był żonaty. Miał dwoje dzieci: córkę (ur. 1974) oraz syna (ur. 1979). Jego syn, Michał Kudłacz, również został ekonomistą i pracownikiem naukowym Uniwersytetu Ekonomicznego w Krakowie – jest doktorem habilitowanym i wykładowcą tej uczelni.
1. ↑  www.limanowa.in
2. ↑  Akademia Nauk Stosowanych w Nowym Sączu - ANS [online], www.ans-ns.edu.pl [dostęp 2025-08-17] [zarchiwizowane z adresu 2025-06-17]. strona główna serwisu
3. ↑  Akademia Nauk Stosowanych w Nowym Sączu - ANS [online], www.ans-ns.edu.pl [dostęp 2025-08-17] [zarchiwizowane z adresu 2025-06-17]. strona główna serwisu
4. ↑  l, Uniwersytet Ekonomiczny w Krakowie [online], uek.krakow.pl [dostęp 2025-08-17]. strona główna serwisu{{Cytuj}} Gołe linki: "autor".
5. ↑  www.uek.krakow.pl